# Mustapha Ourrad
Mustapha Ourrad (Beni Yenni, 21 giugno 1954 – Parigi, 7 gennaio 2015) è stato un curatore editoriale algerino naturalizzato francese.
Ha lavorato per il settimanale satirico Charlie Hebdo, e fu ucciso nell'attentato alla sede del periodico parigino.

## Biografia
Mustapha Ourrad era nato nel villaggio di Aït Larbâa (oggi Beni Yenni), in Algeria, il 21 giugno 1954. Perse entrambi i genitori quando era ancora piccolo, la madre a due anni e il padre a sette, e crebbe coi suoi zii. Dopo il liceo cominciò a studiare medicina ad Algeri, ma, attratto da temi culturali come l'arte, la letteratura e la filosofia, abbandonò presto l'università.
Lasciò l'Algeria quando aveva venti anni e giunse in Francia nel 1974, al termine di un viaggio pagato dai suoi amici.
Fu assunto presso il gruppo editoriale Hachette dove lavorava soprattutto come editor per la redazione dell'enciclopedia Axis, pubblicata nella collana della casa editrice Le Livre de Paris. In seguito lavorò per diversi giornali tra o quali Viva e Charlie Hebdo.
Venne ucciso il 7 gennaio 2015 in un attentato terroristico alla sede di Charlie Hebdo insieme ad altre 8 persone sul posto. Il suo corpo venne in seguito cremato e le sue ceneri collocate al colombario del cimitero di Père-Lachaise a Parigi.
Aveva ottenuto la cittadinanza francese nel dicembre del 2014.